# Episodi di Leone il cane fifone (seconda stagione)
La seconda stagione della serie animata Leone il cane fifone, composta da 13 episodi, è stata trasmessa negli Stati Uniti, su Cartoon Network, dal 31 ottobre 2000 al 16 novembre 2001. 
In Italia è stata trasmessa su Cartoon Network dal 2001. 
| n° | Titolo originale                 | Titolo italiano                     | Prima TV USA     | Prima TV Italia |
| -- | -------------------------------- | ----------------------------------- | ---------------- | --------------- |
| 1  | The Magic Tree of Nowhere        | L'albero magico di Altrove          | 31 ottobre 2000  | 2001            |
| 1  | Robot Randy                      | Randy robot                         | 31 ottobre 2000  | 2001            |
| 2  | The Curse of Shirley             | La maledizione di Shirley           | 8 ottobre 2000   | 2001            |
| 2  | Courage in the Big Stinkin' City | Leone nella grande spaventosa città | 8 ottobre 2000   | 2001            |
| 3  | Family Business                  | Affari di famiglia                  | 29 dicembre 2000 | 2001            |
| 3  | 1000 Years of Courage            | 1000 anni da Leone                  | 29 dicembre 2000 | 2001            |
| 4  | Courage Meets the Mummy          | Leone incontra la mummia            | 19 gennaio 2001  | 2001            |
| 4  | Invisible Muriel                 | Invisibile Marilù                   | 19 gennaio 2001  | 2001            |
| 5  | Human Habitrail                  | Il mondo del dottor Gerbil          | 23 febbraio 2001 | 2001            |
| 5  | Mission to the Sun               | Avventura nello spazio              | 23 febbraio 2001 | 2001            |
| 6  | Courage the Fly                  | Leone moscone fifone                | 16 marzo 2001    | 2001            |
| 6  | Katz Kandy                       | Il miglior pasticciere di Altrove   | 16 marzo 2001    | 2001            |
| 7  | Nowhere TV                       | Altrove TV                          | 6 aprile 2001    | 2001            |
| 7  | Mega Muriel the Magnificent      | Mega Marilù la magnifica            | 6 aprile 2001    | 2001            |
| 8  | Bad Hair Day                     | Questione di chiome                 | 13 aprile 2001   | 2001            |
| 8  | Forbidden Hat of Gold            | Il cappello d'oro                   | 13 aprile 2001   | 2001            |
| 9  | Serpent of the Evil River        | Il serpente del fiume infausto      | 20 aprile 2001   | 2001            |
| 9  | The Transplant                   | Il trapianto                        | 20 aprile 2001   | 2001            |
| 10 | Car Broke, Phone Yes             | Alla conquista del mondo            | 26 ottobre 2001  | 2001            |
| 10 | Cowboy Courage                   | Leone cowboy                        | 26 ottobre 2001  | 2001            |
| 11 | Evil Weevil                      | Il curculionide diabolico           | 2 novembre 2001  | 2001            |
| 11 | McPhearson Phantom               | Vendetta dall'aldilà                | 2 novembre 2001  | 2001            |
| 12 | The House of Discontent          | Il fantasma del plenilunio          | 9 novembre 2001  | 2001            |
| 12 | The Sand Whale Strikes           | La balena musicista                 | 9 novembre 2001  | 2001            |
| 13 | The Tower of Dr. Zalost          | La torre del dottor Zalost          | 16 novembre 2001 | 2001            |

## L'albero magico di Altrove
Leone riceve in omaggio dei semi, li sotterra e li annaffia. Dopo una notte cresce un albero magnifico, che parla e che può esaudire qualunque desiderio. Giustino però non è affatto entusiasta, per cui lo abbatte. Siccome Giustino aveva involontariamente desiderato che la testa di Marilù diventasse enorme, l'unico rimedio per farla guarire lo suggerisce l'albero poco prima di morire: prendere i suoi fiori e mischiarli con puro miele di calabrone. Marilù guarisce, ma Giustino avrà a sua volta una testa gigantesca per punizione. Intanto l'albero comincia a ricrescere.

## Randy robot
Randy è un robot proveniente da un altro pianeta di una razza di distruttori. Viene insultato dai suoi simili, perché non vuole distruggere le cose, ma crearne di nuove. Quindi, per salvare il suo onore, viene incaricato di conquistare un pianeta. Giunge fino ad Altrove, dove "conquista" la fattoria di Leone, Marilù e Giustino. I tre protagonisti vengono quindi maltrattati e obbligati a lavori forzati di ogni genere. I tre non sanno che in realtà Randy ha la passione di intagliare il legno. Leone lo scopre e, quando lo batte a una sfida di ballo, gli fa capire che non deve sprecare il suo talento. Così Randy viene convinto da Leone e torna al suo pianeta dove viene finalmente accettato, vendendo ai suoi compagni-robot statuette di legno intagliate a mano.

## La maledizione di Shirley
È il compleanno di Giustino e, mentre Marilù e Leone organizzano la festa, una signora di nome Shirley, che si definisce una povera anima derelitta in cerca di elemosine, suona a casa loro. Marilù le dà un sacco pieno di monetine, una torta e un vassoio da tè, Leone il suo dente d'oro. Giustino invece decide di sbatterle la porta in faccia e di ritornare a leggere il suo giornale senza darle niente. Shirley arrabbiata decide di lanciare un incantesimo di magia nera su Giustino. Toccherà a Leone annullare l'incantesimo che sta facendo diventare pazzo Giustino.

## Leone nella grande spaventosa città
Marilù sembra cavarsela molto bene a suonare il sitar. Un giorno riceve un invito da un insetto gigante, che dice di essere interessato a lei e che vuole assumerla nel suo teatro. In seguito l'insetto ricatterà Leone, dicendo che in realtà vuole solo che lui gli faccia recapitare un pacco e che, se non lo fa, Marilù verrà divorata da una specie di mostro terribile rinchiuso nella stanza dell'hotel dove stanziavano.

## Affari di famiglia
È notte. Mentre sta dormendo sul letto dei suoi padroni, Leone sente degli strani rumori che provengono dal piano inferiore: cerca di avvertire Marilù e Giustino, ma quest'ultimo lo caccia fuori dalla camera da letto. Leone si dirige in cucina con una torcia elettrica, dove si accorge che le porte del congelatore e del frigorifero sono aperte. All'improvviso le due porte si chiudono e compare un uomo con la maschera di Zorro e con un pesce in bocca. L'uomo lo colpisce con il pesce facendogli cadere la torcia elettrica e lo obbliga con le minacce di stare zitto. Marilù e Giustino scendono le scale e aprono la porta, ma appena lo fanno il ladro li colpisce alla testa con il suo pesce.
In seguito il malfattore si presenta ai protagonisti come "Basil" e  dice loro che desidera rubare le facce del monte Rushmore. Mentre estraggono il faccione di Abraham Lincoln, sentono il rumore di un elicottero della polizia. Basil si arrampica sul faccione di Lincoln e si intrufola nel naso. Due ranger introducono nel naso di Lincoln un bastone a forma di dito. Leone riesce a salvare Basil, dopodiché la polizia se ne va. Allora Marilù e Leone dicono che Basil dovrebbe smettere di frequentare il mondo criminale. Basil intraprende perciò la carriera di massaggiatore autorizzato di lamprede. Poi Marilù si chiede che fine abbiano fatto le altre tre facce dei presidenti del monte Rushmore e l'ultima inquadratura rivela che le facce sono sotto la loro casa.

## 1000 anni da Leone
Giustino, Marilù e Leone stanno giocando a bingo quando un asteroide colpisce la Terra, che, aumentando la velocità di rotazione attorno al Sole, porta avanti il tempo di mille anni. Quando esce di casa, Leone trova un ambiente verde e rigoglioso e una banana per terra, la prende in mano e scopre che si tratta di un bambino-banana. La madre-banana manda i poliziotti-banana a prendere Leone, che scappa con Giustino e Marilù.
Arrivato nella città, incontra un losco trafficante che scambia tre costumi da banana con un capodoglio e una fisarmonica. Per tornare al tempo presente, i nostri seguono il capo-banana della città, che li conduce al "Bananahall". Leone, entrato accidentalmente nel tempio, scopre che all'interno si trova un enorme gorilla mangia banane, mette in salvo Marilù e Giustino, rivelando al popolo delle banane cosa si cela nel bananahall e smaschera anche il capo-banana, che si rivela una scimmia, nipote del gorilla; arrabbiate, le banane catturano le due scimmie e le fanno prigioniere. Quando sono a teatro a vedere le scimmie che si esibiscono, Marilù si chiede come torneranno indietro. In quel momento un alieno con una racchetta da tennis spinge indietro l'asteroide che, colpendo la Terra, riporta Giustino, Marilù e Leone indietro di mille anni, esattamente quando stavano giocando a bingo.

## Leone incontra la mummia
Leone incontra una mummia antica di mille anni, ma una terribile maledizione incombe sul cane, Giustino e Marilù.

## Invisibile Marilù
Mentre scava, Leone trova una collana con sopra una grande pietra azzurra che regala a Marilù, ma pian piano il gioiello fa diventare la donna invisibile. Il governo rapisce Marilù per farsi dare la collana e toccherà a Leone salvarla con l'aiuto del dottor Vindaloo e di un invisibile Giustino.

## Il mondo del dottor Gerbil
Marilù è disperata, in quanto non riesce più a pulire bene per via della sua vecchia scopa. In quel momento bussa alla porta il dottor Gerbil, un criceto gigante che fa il venditore ambulante, che procura alla donna la soluzione: un aspirapolvere formidabile. L'aspirapolvere è in realtà una trappola che risucchia istantaneamente sia Marilù che Giustino. Il dottor Gerbil, che in realtà è un sadico scienziato e un ex cavia da laboratorio, con un odio profondo verso l'umanità, li conduce nel suo laboratorio sotterraneo con lo scopo di usarli come cavie per i suoi esperimenti chimici. Toccherà a Leone aiutare i suoi padroni. Dopo varie peripezie, Leone salva Marilù e Giustino e fugge con un motoscafo inseguito dal dottor Gerbil. Dopo un breve inseguimento, Leone riesce a portare in salvo i suoi padroni, mentre il dottor Gerbil precipita da una cascata, rimanendo però illeso.

## Avventura nello spazio
Marilù, Leone e Giustino ricevono una lettera di invito per partecipare a una missione nello spazio: far risplendere ancora di più il Sole. Mentre sono sull'astronave, un virus di nome Mustafà Al Batterius, con l'intento di sabotare la loro missione, entra nel cervello di Marilù che la induce a uno strano comportamento, ma Leone riesce a guarirla. Atterrato sul Sole, quest'ultimo gli cambia la lampadina, che inizia a risplendere. Alla fine dell'episodio il virus entra nel cervello di Giustino.

## Leone moscone fifone
Di Lung spiega a Leone che sta cercando di far cadere un satellite. Il ragazzo cerca di trasformare il cagnolino in un bufalo, ma Leone diventa una mosca e vola a casa sua. Intanto due testimoni osservano che il satellite di Di Lung stava precipitando, dirigendosi su Altrove. Leone nel frattempo, trasformato in una mosca, si posa sul naso di Giustino, che infastidito la vuole uccidere. Poi prova a uccidere Leone-mosca con un gas velenoso, che, a causa del vento, giunge in faccia a Marilù. Leone poi tenta di fare la stessa cosa con una cartina acchiappa-mosche, ma Leone-mosca si attacca alla faccia di Marilù, che gliela strappa per poi riattaccargliela. Intanto Leone cerca di mantenere in orbita il satellite e dice a Marilù di essere lui la mosca, ma lei non ci crede. Quando il satellite è sul punto di schiantarsi a terra, Leone insiste con Marilù convincendola. Giustino cerca però ancora di uccidere Leone-mosca, ma alla fine l'uomo vola via insieme al satellite.

## Il miglior pasticciere di Altrove
Gatti, un pasticcere psicopatico, è stufo di piazzarsi al secondo posto e prepara una marmellata mutante per poter sconfiggere Marilù, che nel frattempo prepara delle mele caramellate. In quel momento qualcuno bussa alla porta: è la marmellata di Gatti che rapisce Marilù e Leone, e li porta nella pasticceria di Gatti, mentre Giustino è ritornato dal mare. Quest'ultimo vede una scia di marmellata che decide di seguire. Intanto Gatti spiega a Marilù e a Leone il motivo per cui li ha rapiti: vuole estorcere a Marilù l'ingrediente segreto delle sue mele caramellate. Visto che Marilù non ha intenzione di rivelarglielo, Gatti la sospende sopra una tinozza di pasta di caramelle. Leone cerca di salvarla, ma Gatti lo trasforma in una caramella gommosa. Poi arriva Giustino, che salva Marilù, dopodiché Leone, pur essendo nella forma di caramella gommosa, salva i suoi padroni e butta Gatti nell'impasto di caramelle mentre stava lottando con Giustino appeso sopra la tinozza. Marilù gli rivela che l'ingrediente segreto delle sue mele caramellate è l'aceto e che lo usa in tutte le sue ricette. Alla fine Marilù vince il concorso di pasticceria di Altrove.

## Altrove TV
A Marilù, Leone e Giustino si è rotta la TV, quindi chiedono a un tecnico di aggiustargliela, ma lui invece la usa come mezzo per ipnotizzare Marilù e Giustino e rubare loro il montepremi della lotteria di Altrove. Leone farà di tutto per liberare Marilù e Giustino, e alla fine, dopo uno strano scontro finale, ci riuscirà. Inoltre il tecnico viene arrestato, ma riesce a evadere.

## Mega Marilù la magnifica
Il computer di Leone prende vita dopo un temporale. Disgustato dalla codardia degli uomini, si impossessa del corpo di Marilù e inizia una serie di azioni spericolate, per dimostrare il proprio coraggio. Sta a Leone cercare di proteggere il corpo di Marilù. Durante una delle azioni, il corpo di quest'ultima finisce incastrato in un ingranaggio di una fabbrica elettrica e, dopo che Leone lo ha salvato, decide di restituire a Leone la propria padrona.

## Questione di chiome
Marilù viene rapita da una strana agenzia, gestita dalla mamma di Giustino, che usa lei e molte altre persone come cavie per far crescere i loro capelli, rasarli e rivenderli come parrucche. Leone dovrà impegnarsi per salvarla.

## Il cappello d'oro
Giustino ritrova una mappa che conduce ad un fantomatico cappello d'oro. Decide quindi di partire alla ricerca del prezioso oggetto con Marilù e Leone. I tre incappano però nell'ira della congrega protettrice del cappello, che scatena una gigantesca statua vendicatrice contro Marilù. Leone li calma tutti regalando loro delle pellicce.

## Il serpente del fiume infausto
Marilù vede in televisione la pubblicità di un viaggio gratis su un fiume, così lei, Leone e Giustino raggiungono la nave che li aspetta. A bordo il capitano si rivela un pirata che cerca di catturare Carmen, un enorme serpente marino rosso con un occhio solo. Quest'ultima rapisce Marilù, ma poi si scopre che voleva solo esibire alla gente la sua meravigliosa voce lirica. Il capitano cerca di catturarla, ma non ce la fa grazie a Leone. Mentre tornano a casa, quest'ultimo e Marilù si accorgono della mancanza di Giustino, che nel frattempo è stato catturato da un gruppo di scimmie perché vorrebbero eleggerlo loro re.

## Il trapianto
Leone ritrova l'osso di un gigantesco e carnivoro canguro preistorico. Nel frattempo Giustino si rende conto di avere bisogno di un osso per un trapianto, a causa del suo mal di schiena. Allora il chirurgo usa come osso per il trapianto una parte dell'osso del canguro, trasformando però Giustino in un canguro mostruoso. Il Giustino-canguro rapisce Marilù e scappa. Leone, con l'aiuto del computer, scopre che l'unico modo per sconfiggere il Giustino-canguro è quello di trovarne un altro. Leone si fa infilare nella schiena il pezzo d'osso di canguro che era avanzato dopo il trapianto di Giustino e diventa anch'egli un canguro mostruoso. Leone-canguro sconfigge il Giustino-canguro e si riprende Marilù.

## Alla conquista del mondo
Un alieno proveniente da un altro pianeta vuole rubare la gentilezza di Marilù per conquistare l'universo. Leone deve impedire che accada.

## Leone cowboy
Leone sogna di essere il nuovo sceriffo di una solitaria e sperduta cittadina nel west. Un anno prima, in quella città, era morto "La frusta", un famigerato bandito. Leone deve sconfiggere "La frusta", che aveva promesso di tornare dopo un anno dalla propria morte e di uccidere qualunque sceriffo avesse incontrato.

## Il curculionide diabolico
Mentre Marilù, Giustino e Leone tornano a casa dopo aver fatto la spesa sul furgone dell'uomo, sul parabrezza si spiaccica uno strano essere. Quando vanno a controllare se stia bene scoprono che hanno investito un curculionide vestito da maggiordomo. Essendo ferito, Marilù propone di offrirgli la cena e di farlo restare a dormire. Con la scusa di fare massaggi ai due anziani contadini, il curculionide comincia a succhiare la loro energia vitale. Leone comprende le sue perfide intenzioni in tempo per salvare i suoi padroni.

## Vendetta dall'aldilà
Un fantasma torna dall'aldilà e inizia a infestare la casa di Marilù e Giustino con strani eventi, che sembrano siano fatti apposta per dividere i due anziani sposi. Leone scopre che si tratta di uno spirito di una vedova, che per vendetta cerca di dividerli con l'aiuto della madre di Giustino.

## Il fantasma del plenilunio
Leone, Marilù e Giustino stanno curando il loro orto, ma non riescono a far crescere niente a causa del terreno arido. Perciò arriva una gigantesca testa fluttuante, che dice di essere il fantasma del plenilunio autunnale, il quale li intima di far crescere subito qualcosa o di andare via entro la mezzanotte, pena atroci conseguenze. All'ultimo momento Leone fa crescere una pianta grazie al sudore di Giustino, che decide di coltivare piante per venderle e guadagnarci tanti soldi.

## La balena musicista
Una balena distrugge la fattoria di Altrove, pretendendo da Giustino la restituzione della fisarmonica, rubatagli molti anni addietro dal padre dell'irascibile contadino. Leone richiede quindi alla madre di Giustino lo strumento, che rifiuta, decidendo invece di contrattaccare catturando la balena.

## La torre del dottor Zalost
Mentre Leone assaggia le "susine allegre" di Marilù, al telegiornale si parla del fatto che tutta Altrove si sia addormentata. Da una grande torre mobile parcheggiata ad Altrove il dottor Zalost ha costretto all'infelicità i cittadini di Altrove, per cui pretende dal sindaco un riscatto: in cambio restituirà la felicità ai cittadini. Zalost però scopre che i soldi non lo rendono felice e così non mantiene la promessa. Intanto Giustino si reca in città per comprare il giornale, ma viene seguito dalla torre mobile di Zalost, che scopre che Leone, Marilù e Giustino sono sfuggiti alla tristezza. Allora estrae un cannone che spara bombe di tristezza con le quali colpisce Giustino, che però è immune alle emozioni. Il secondo colpo centra Marilù che diventa triste. Allora Leone, con l'aiuto di Giustino, entra nella torre del Dr. Zalost alla ricerca dell'antidoto alla tristezza. Dopo aver lottato contro il dottor Zalost, Leone trova un calderone pieno di pozione della tristezza dove Zalost immergeva le palle di cannone per le sue bombe e vi getta le "susine allegre" di Marilù. La reazione trasforma la pozione della tristezza in pozione della felicità, e causa l'esplosione della torre. Sia Leone che Zalost sopravvivono all'esplosione. Il cane armato di una bomba di felicità la usa per guarire Marilù, mentre colpisce Zalost con una bomba della tristezza. Dopo aver inseguito Leone e Marilù fino a casa, Zalost trova delle "susine allegre". Dopo averle assaggiate torna felice.